# Clubul Sportiv Jiul Petroșani
Le Clubul Sportiv Jiul Petroșani est un club roumain de football basé à Petroșani.

## Historique
- 1919 : fondation du club sous le nom de CA al Minerilor
- 1924 : le club est renommé UCA ale Societății
- 1929 : le club est renommé Jiul Petroșani
- 1937 : 1re participation au championnat de 1re division (saison 1937/38)
- 1949 : le club est renommé Partizanul Petroșani
- 1950 : le club est renommé Flacăra Petroșani
- 1952 : le club est renommé Minerul Petroșani
- 1956 : le club est renommé Energia Petroșani
- 1957 : le club est renommé SC Jiul Petroșani
- 1974 : 1re participation à une Coupe d'Europe (C2, saison 1974/75)

## Palmarès
- Championnat de Roumanie
  - Vice-champion : 1925

- Championnat de Roumanie de deuxième division
  - Champion : 1935, 1941, 1961, 1966, 1986, 1989, 1996, 2005
  - Vice-champion : 1937, 1988, 2004

- Championnat de Roumanie de troisième division
  - Champion : 2003

- Championnat de Roumanie de quatrième division
  - Champion : 2011

- Coupe de Roumanie
  - Vainqueur : 1974
  - Finaliste : 1972

- Coupe des Balkans
  - Finaliste : 1978

## Anciens joueurs
- Mihai Stoichiță
- Florea Dumitrache
- Daniel Timofte
- Octavian Popescu